# 清龍丸
清龍丸（せいりゅうまる）は、名古屋港の浚渫を主な役割とするドラグサクション式浚渫兼油回収船。
油流出時には油回収作業、各種災害時には防災作業、また緊急支援物資の海上運搬などの救援活動を行う。船尾にヘリコプターデッキが設置されている。

## 概要
年間2～3万隻もの船舶が出入りする名古屋港において、船舶の運航を妨げぬように航走しながらの浚渫が可能な船舶である。飛躍的に高まるコンテナ船の大型化、コンテナターミナル高規格化に伴う国際標準として水深-16mを確保するため、港内に位置する名古屋港ポートアイランドを土砂処分場として24時間3交代制にて効率的になされる浚渫作業は、1サイクル600m3の処理が可能。
日本全国に3隻配備されている大型油回収船の一隻で、他にも北九州と新潟に配備されている。